# Faut-il ?
Faut-il ? est une série télévisée française en 84 épisodes d'environ 1 minute 30, créée par Éric Lavaine et diffusée entre 2001 et 2003 sur Canal+ dans les émissions L'Hypershow, 22 minutes chrono et Samedi soir en direct.

## Synopsis
Des questions existentielles expliquées par la famille Froissard. Michel, le père, sa femme Sylvaine et leur fils Guillaume.
Michel est un homme tellement horrible de caractère et d'actes qu'on a du mal à croire qu'il puisse exister. Il couche avec des tas de femmes autres que la sienne (dont il oublie l'anniversaire de mariage) et il se sert de son fils pour échapper au moindre souci. Quitte à ce qu'il se fasse frapper ou punir, Michel adore faire des blagues mesquines à son fils. Il drague toutes les filles qu'il croise et se sert également de sa femme comme un jouet.
Sylvaine est une femme qui ne devrait pas rester avec Michel vu tout ce qu'il lui fait subir. Toute femme normale l'aurait quitté, mais sans doute les sentiments de Sylvaine vont plus loin que sa haine, son humiliation et tout le reste face à son mari qui préfère les prostituées à sa femme.
Guillaume est un enfant gentil, qui aime son père et sa mère. Il ne se rend pas compte que son père est un homme affreux et qu'il se sert de lui. Par contre, sa mère et lui s'aiment d'un amour filial réciproque et infini.

## Distribution
- Maurice Barthélémy : Michel
- Sandrine Coutant : Sylvaine
- Jean-Philippe Daguerre : le patron
- Lucas : Guillaume
- Evelyne Bigot : Nadine
- Anne-Élisabeth Blateau

## Fiche technique
- Scénario : Éric Lavaine, Maurice Barthélemy (ex Robin des bois) et Jean-Paul Bathany
- Réalisation : Nath Dumont et François Cornuau

## Épisodes
Faut-il ?…
1. Inventer n'importe quoi pour éviter d'avoir à déposer son enfant à l'école
2. Choisir le bon moment pour annoncer à sa femme qu'on demande le divorce
3. Se taper la contractuelle pour ne pas se taper le P.V.
4. Faire des surprises à son mari avant de se coucher
5. Dénoncer ses beaux-parents au risque de gâcher le repas du dimanche
6. Se débarrasser de Kiki le cochon d'Inde comme on s'est débarrassé de Jean-Pierre le poisson rouge
7. Avoir supprimé tous les indices quand on a trompé sa femme
8. Se comporter comme un enfant avec son enfant
9. Accompagner son papa quand il va au vidéoclub
10. Payer en carte bleue ses dépenses sexy
11. Dire la vérité à son patron pour bien se faire voir
12. Payer des cours de maths à son fils quand il est mauvais en maths et qu'on est radin
13. Adopter un enfant pour ne pas abîmer le corps de sa femme
14. Faire preuve d'imagination pour échapper à une corvée professionnelle
15. S'intéresser de près au travail de la femme de ménage
16. Exiger de ses proches des faux témoignages pour favoriser son divorce
17. Parler de sa maîtresse dans son sommeil quand on dort à côté de sa femme
18. Faire des blagues à son enfant
19. Se sacrifier quand il y a du foie gras en entrée
20. Profiter du barbecue pour donner une leçon de physique-chimie à son enfant
21. Présenter l'adultère à sa femme comme une chance pour son couple
22. Faire preuve de charité au vidéoclub
23. Choisir le bon alibi quand on ment à sa femme
24. Mentir sur la taille de son sexe
25. Faire des grillades quand on n'a pas de grillades
26. Louer Aladdin ou Rue Barbare
27. Se faire raconter l'histoire quand on loue un film X au vidéoclub
28. Mettre un peu de fun quand on est chargé d'appliquer un plan de licenciement
29. Annoncer à sa femme qu'on la quitte à l'aide d'un rébus
30. S'informer sur les dates de décès à venir
31. Confondre ses beaux-parents avec un magasin d'électroménager
32. Raconter ses cauchemars à sa femme
33. Avoir Bac +4 pour comprendre les formules d'abonnement dans les vidéoclubs
34. Se garer sur les emplacements réservés aux handicapés quand on est en retard à un rendez-vous d'embauche
35. Être fier de sa maîtresse devant sa femme
36. Répondre honnêtement à son enfant
37. Faire l'amour avec sa femme quand on est à l'hôtel avec sa femme
38. Mettre en danger le capital solaire de sa femme
39. Dormir dans sa voiture pour éviter de se la faire voler
40. Se battre pour protéger ses frites personnelles
41. Accepter de prêter ses affaires à un ami sous prétexte que c'est un ami
42. Commencer par le champagne avant de conclure
43. Raconter une histoire à son fils quand on n'a pas que ça à faire
44. Aller au cinéma quand on mesure 1,20 m
45. Mentir sur son physique et son niveau de ski
46. Utiliser un téléphone japonais dans un restaurant savoyard
47. Traumatiser son fils pour échapper à une réunion parents-profs
48. Profiter de la crédulité de son enfant pour gagner au scrabble
49. Se prendre la tête quand on rédige une carte postale
50. Jouer au fin gourmet quand on est un vrai porc
51. Faire pression sur son garagiste pour récupérer sa voiture au plus vite
52. Demander à son mari de garder sa place au cinéma
53. Sacrifier la vie de sa femme pour ne pas gâcher un week-end au ski
54. Aller à l'hôtel avec sa femme pour raviver une sexualité de couple défaillante
55. Donner ses pièces jaunes aux bonnes œuvres
56. Se comporter comme un rat avec ses collègues de bureau
57. Dépenser de l'argent pour un agenda électronique alors qu'on aurait pu acheter une sorbetière
58. Écouter son walkman à la messe pour passer le temps
59. Demander à son fils s'il préfère son papa ou sa maman
60. Se souvenir de la date de son anniversaire de mariage
61. S'arrêter pour faire faire pipi à son enfant au risque de faire baisser sa moyenne
62. Apprendre le roumain à son enfant
63. Faire du harcèlement sexuel à sa supérieure hiérarchique
64. Raconter des histoires drôles pour détendre l'atmosphère
65. Se prendre pour Lelouch quand son fils s'est blessé au genou
66. Parler de comptabilité à son patron quand il est nu
67. Écouter de la musique au lieu de préparer une réunion de travail
68. Se faire réconforter par sa meilleure amie quand on vient de se faire larguer
69. Réclamer de l'argent à son enfant
70. Jouer à Action-Vérité avec ses beaux-parents
71. Se comporter comme un enfant à la piscine
72. Avoir des enfants quand on est complètement con
73. Bricoler avec son enfant quand on a bu
74. Aider son enfant à faire ses devoirs quand on a bu un litre de whisky
75. Mentir sur son C.V. lors de son premier entretien d'embauche
76. Enregistrer un film X sur le dessin animé des enfants
77. Raconter à sa femme le bizutage au bureau
78. Prendre sa maîtresse au téléphone quand on est avec sa femme
79. Faire des imitations devant sa femme et ses beaux-parents
80. La jouer romantique quand on ne sait pas la jouer romantique
81. Acheter une glace à son enfant quand on s'arrête prendre de l'essence
82. Parler de sexualité avec ses parents
83. Être aimable avec la mère de sa femme
84. Raconter des anecdotes sans intérêts lors d'une oraison funèbre

Faut-il regarder les épisodes en DVD ?…
1. Réclamer de l'argent à son enfant ?
2. Enregistrer un film x sur le dessin animé des enfants ?
3. Utiliser son fils pour éviter des discussions pénibles avec maman ?
4. La jouer romantique quand on sait pas la jouer romantique ?
5. Se comporter comme un chef d'entreprise avec son enfant ?
6. Utiliser le langage subliminal pour draguer une collègue de bureau au bureau ?
7. Demander une note de frais à une prostituée ?
8. Confier son enfant à un baby-sitter de 45 ans qui sort de prison ?
9. Demander à son fils s'il préfère sa maman ou son papa ?
10. Apprendre le roumain à son enfant ?
11. Réconforter la veuve à un enterrement ?
12. Être aimable avec la mère de sa femme ?
13. Acheter une glace à son enfant quand on s'arrête prendre de l'essence ?
14. S'arrêter pour faire pipi à son enfant au risque de baisser sa moyenne ?
15. Draguer accompagné de son fils ?
16. Mettre son enfant dans la machine à laver ?
17. Négocier l'opération de sa femme comme on négocie l'achat d'une cuisine ?
18. Raconter à sa femme le bizutage au bureau ?
19. Tout tenter pour échapper à une expo au centre Georges Pompidou ?
20. Parler de sexualité avec ses parents ?
21. Encourager ses amis dépressifs à mettre fin à leurs jours ?
22. Se comporter comme un rat avec ses collègues de bureau ?
23. Faire des imitations devant sa femme et ses beaux-parents ?
24. Jouer à action-vérité avec ses beaux-parents ?
25. Regarder une k7 à caractère pornographique chez son voisin aveugle ?
26. Bricoler avec son enfant quand on a bu ?
27. Faire de son bureau sa résidence principale ?
28. Mal interpréter les propos de la mère de sa femme ?
29. Re-offrir des cadeaux qui ne vous ont pas plu ?
30. Diffuser l'accouchement de sa femme à ses amis pendant la mi-temps de PSG-Guingamp ?
31. Faire du harcèlement sexuel à sa supérieure hiérarchique ?
32. Nier l'évidence face à un policier ?
33. Mettre en danger la vie de sa famille pour des raisons professionnelles ?
34. Se vanter de ses performances sexuelles en présence de sa femme ?
35. Plonger dans une piscine quand on ne sait pas nager ?
36. Mentir sur son C.V. lors de son premier entretien d'embauche ?
37. Faire preuve de courage chez le médecin ?
38. Aider son enfant à faire ses devoirs quand on a bu un litre de whisky ?
39. Appeler la police pour des motifs valables ?
40. S'essuyer dans la serviette de son voisin à la piscine ?
41. Utiliser l'argent des courses pour s'acheter des vêtements chez les grands couturiers ?
42. Encourager sa fille à la prostitution pour éviter qu'elle redouble ?
43. Évoquer ses anciennes conquêtes avec une future conquête ?
44. Bien réagir quand votre femme vous annonce qu'elle est enceinte ?
45. Écouter son walkman à la messe pour passer le temps ?
46. Se souvenir de la date de son anniversaire de mariage ?
47. Héberger sa grand-mère atteinte de la maladie d'Alzheimer ?
48. Accepter les dîners chez des amis qui cuisinent mal ?
49. Draguer pendant qu'on aide sa grand-mère atteinte d'arthrose à faire son aquagym ?
50. Prendre sa maîtresse au téléphone quand on est avec sa femme ?
51. Raconter des anecdotes sans intérêt lors du oraison funèbre ?
52. Demander de l'argent à ses amis quand on est raccompagne en voiture ?
53. Répondre spontanément aux questions de sa femme ?
54. Pousser sa femme à faire de la chirurgie esthétique ?
55. Se servir de sa grand-mère quand la télécommande est en panne ?
56. Perdre les eaux le soir du deuxième tour de la coupe intertoto ?
57. Se comporter comme un enfant à la piscine ?
58. Spolier son fils pour partir en voyage de rêve ?
59. Se venger quand on vous a pris votre agrafeuse ?
60. Manquer de savoir vivre à un enterrement ?
61. Dépenser de l'argent pour un agenda électronique alors qu'on aurait pu acheter une sorbetière ?
62. Avoir des enfants quand on est complètement con ?
63. Raconter des histoires drôles pour détendre l'atmosphère ?
64. Tester les sonneries de son portable pendant un enterrement ?
65. Parler de comptabilité à son patron quand il est nu ?
66. Se prendre pour Lelouch quand son fils s'est blessé au genou ?
67. Se faire réconforter par sa meilleure amie quand on vient de se faire larguer ?
68. Confier son lapin nain à sa meilleure amie pendant les vacances ?
69. Se mettre en valeur lors d'une oraison funèbre ?
70. Insulter les propriétaires de chiens qui souillent les trottoirs ?
71. Dialoguer avec son fils de 7 ans quand il n'a pas fait science-po ?
72. Tester soi-même les fruits chez l'épicier avant de les acheter ?
73. Profiter de la crédulité de ses patients pour assouvir ses fantasmes ?
74. Écouter de la musique au lieu de préparer une réunion de travail ?
75. Flatter son supérieur hiérarchique croisé à la piscine ?